# Reuben H. Walworth

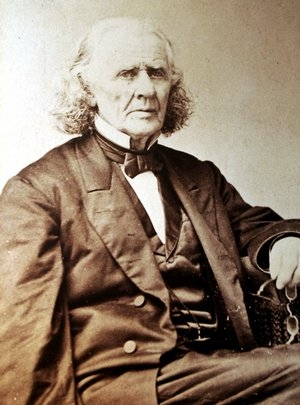
Reuben H. Walworth

Reuben Hyde Walworth  (* 26. Oktober 1788 in Bozrah, Connecticut; † 27. November 1867 in Saratoga Springs, New York) war ein US-amerikanischer Jurist und Politiker. Zwischen 1821 und 1823 vertrat er den Bundesstaat New York im US-Repräsentantenhaus.

## Werdegang
Im Jahr 1796 kam Reuben Walworth mit seinen Eltern nach Hoosick im Staat New York, wo er die öffentlichen Schulen besuchte. Danach unterrichtete er für einige Zeit als Lehrer. Nach einem anschließenden Jurastudium und seiner 1809 erfolgten Zulassung als Rechtsanwalt begann er ab 1810 in Plattsburgh in diesem Beruf zu arbeiten. Im Jahr 1811 wurde er dort Bezirksrichter. Während des Britisch-Amerikanischen Krieges von 1812 war er Oberst der Rechtsabteilung (Judge Advocate) im Stab von General Benjamin Mooers.
Politisch war Walworth Mitglied der Demokratisch-Republikanischen Partei. Bei den Kongresswahlen des Jahres 1820 wurde er für den ersten Sitz des zwölften. Wahlbezirks von New York in das US-Repräsentantenhaus in Washington, D.C. gewählt, wo er am 4. März 1821 die Nachfolge von Ezra C. Gross antrat. Da er im Jahr 1822 auf eine weitere Kandidatur verzichtete, konnte er bis zum 3. März 1823 nur eine Legislaturperiode im Kongress absolvieren.
Zwischen 1823 und 1828 war Walworth Richter im vierten Gerichtsbezirk von New York. Im Jahr 1828 zog er nach Saratoga Springs. Von 1828 bis 1848 bekleidete er das Amt des Chancellor of the State of New York, das bis zu seiner Abschaffung im Jahr 1848 das höchste juristische Amt auf Staatsebene war. Präsident John Tyler nominierte ihn im Jahr 1844 als Richter für den Obersten Gerichtshof. Allerdings wurde die Ernennung vom US-Senat verweigert. Im Jahr 1848 kandidierte Walworth erfolglos für das Amt des  Gouverneurs von New York. Er war lange Jahre Vorsitzender der American Temperance Union sowie Vizepräsident der American Bible Society und starb am 27. November 1867 in Saratoga Springs.